# Sega Rally 2
Sega Rally 2 es un videojuego de carreras desarrollado por Sega AM3 para la placa de recreativas arcade Sega Model 3. Es la secuela del videojuego de 1994 Sega Rally Championship. La versión arcade fue lanzada en febrero de 1998, mientras que para Dreamcast fue lanzado en Japón el 28 de enero de 1999, en Europa el 14 de octubre de 1999 y en América del Norte el 27 de noviembre de 1999. Una versión para PC fue lanzada ese mismo año.

## Jugabilidad
Al igual que su predecesor, Sega Rally Championship, el objetivo del juego es conducir con éxito a lo largo de un circuito para llegar a los puntos de control, para que el jugador pueda ser así recompensado con más tiempo y pueda llegar a la meta. En Sega Rally 2 se añadieron nuevos vehículos, nuevas configuraciones de entorno para los circuitos (incluyendo un circuito nevado y un circuito que se encuentra en una isla). También se incluyó una versión actualizada del circuito del Sáhara que aparecía en el juego original.
Las versiones de Dreamcast y PC también incluían un modo de campeonato de 10 años.
El Toyota Celica GT-Four, el Lancia Delta y el desbloqueable Lancia Stratos, aparecieron en este juego (así como ya aparecían en el juego original) como coches seleccionables, junto con los nuevos coches de Toyota y Lancia, así como con los coches de Mitsubishi, Subaru, Fiat, Peugeot, Renault y Ford (estos últimos no aparecen en la versión Europea y Norteamericana de Dreamcast).

## Circuitos

### Modo arcade
- Desierto-Kenia
- Montaña-Gran Bretaña
- Nevado-Suecia
- Riviera-Mónaco

### Campeonato de diez años
Este modo contiene 17 pistas repartidas en 7 ambientaciones:
- Desierto: inspirado en los paisajes del desierto del Sahara.
- Montaña: basado en los caminos ventosos de las montañas de Córcega, al sur de Francia.
- Nevado: basado en los bosques cubiertos de nieve en Suecia.
- Riviera: basado en el paisaje nocturno de Montecarlo, capital de Mónaco.
- Barro: inspirado en los caminos barrosos del trópico de Indonesia.
- Isla: basado en el paisaje de Cataluña.
- Super S.S.: la última etapa del juego. Se desbloquea al terminar en 1º lugar en el Campeonato de Diez Años.

## Coches disponibles

### Modo arcade
- Mitsubishi Lancer Evolution V
- Subaru Impreza WRC 98
- Toyota Corolla WRC 98
- Ford Escort RS Cosworth
- Peugeot 306 Maxi
- Lancia Stratos HF
- Lancia Delta
- Toyota Celica GT-Four

### Coches desbloqueables
- Fiat 600 amarillo
- Renault Maxi Mégane
- Subaru Impreza 555
- Mitsubishi Lancer Evolution IV
- Toyota Celica GT-Four
- Mitsubishi Lancer Evolution III
- Peugeot 106 Maxi
- Lancia Delta Integrale 16V
- Fiat 131 Abarth
- Peugeot 205 Turbo 16 E2
- Alpine A110
- Lancia 037

## Recepción y crítica
Sega Rally 2 recibió críticas generalmente positivas. La revista Famitsū le dio al juego una puntuación de 36 de 40. IGN puntuó al juego con un 9 de 10, destacando la jugabilidad y los gráficos, al mismo tiempo que criticaba los errores en el modo multijugador. GameSpot le dio al juego una puntuación de 8,8 de 10, destacando favorablemente la jugabilidad, pero criticando los cambios bruscos en la velocidad de los fotogramas y su efecto negativo en el rendimiento del juego.